# Dolmen de Coberturat
Le dolmen de Coberturat est un dolmen situé à Corneilla-de-Conflent, dans le département français des Pyrénées-Orientales.

## Historique
Le dolmen est signalé pour la première fois au milieu du XXe siècle. Il est endommagé dans les années 1950 par un engin de chantier et restauré en 1982.

## Description
Le dolmen ouvre plein est. Il est recouvert d'une épaisse dalle de couverture (2,60 m de long sur 1,65 m de large et 0,50 m d'épaisseur en moyenne) reposant sur trois orthostates : une dalle de chevet (1,20 m de long sur 1,12 m de large et 0,35 m d'épaisseur), une dalle côté nord (0,80 m de long sur 1,50 m de large et 0,30 m d'épaisseur) et une dalle côté sud (1,25 m de long sur 1,25 m de large et 0,45 m d'épaisseur). La chambre ainsi délimitée mesure 1,80 m de long sur 1 m de large. La table de couverture comporte un gros trou circulaire de 14 cm de diamètre et 16 cm de profondeur qui a été réalisé avec un burin métallique. Il ne s'agit donc pas d'une cupule mais d'un évidement peut-être réalisé à l'époque historique pour installer une croix. Une gravure peu profonde, en forme de petite croix latine, est visible à côté du trou.
Le tumulus a été arasé côté ouest par le passage d'un chemin mais il devait être de forme circulaire (environ 6,50 m de diamètre).